# Clifford Berryman
Pour les articles homonymes, voir Berryman.
Clifford Berryman, né le 2 avril 1869 à Clifton (Kentucky) et mort le 11 décembre 1949 à Washington, est un dessinateur humoristique et caricaturiste américain, lauréat du prix Pulitzer du dessin de presse en 1944 pour son dessin intitulé But Where Is the Boat Going ? et paru dans The Washington Star.

## Biographie
D'abord employé du United States Patent and Trademark Office à partir de 1886, Clifford Kennedy Berryman travaille comme dessinateur humoristique au Washington Post de 1891 à 1907. Il continue dans cette voie de 1907 jusqu'à sa mort, au quotidien The Washington Star, devenu The Daily Evening Star par la suite.
Au cours de sa longue carrière, il publie des milliers de dessins sur le coût de la vie, les grèves, la sécheresse, les impôts, les campagnes électorales, la rivalité des Démocrates et des Républicains, la bombe atomique, mais aussi la coupe de l'America.
Ses caricatures visent les personnalités politiques de son pays, dont les présidents Abraham Lincoln, Theodore Roosevelt, Franklin Roosevelt et Harry S. Truman, ou encore des personnages comme Pancho Villa, Hitler ou Staline. Deux de ses dessins sont particulièrement renommés : Remember the Maine (1898) évoque l'USS Maine coulé dans le port de La Havane lors de la guerre hispano-américaine et prend valeur de symbole patriotique ; Drawing the Line in Mississippi (1902) représente Theodore Roosevelt en compagnie d'un petit ours noir. Le titre, « Tracé de la frontière au Mississippi », vient du fait que Theodore Roosevelt s'était rendu dans le Sud profond pour régler un différend frontalier entre la Louisiane et le Mississippi ; à l'occasion d'une partie de chasse dans la région, il décida d'épargner un ours noir blessé. Berryman illustre l'anecdote dans le Washington Post et la culture populaire s'en empare aussitôt, ce qui aboutit à la création du premier ours en peluche, nommé « Teddy » (diminutif de Theodore) en hommage au président, .
Pendant plus d'un demi-siècle, Clifford Berryman fait figure d'institution à Washington, à tel point que Harry S. Truman lui dit un jour : « Vous n'avez pas d'âge, vous êtes intemporel. Les présidents, les sénateurs et même les juges de la Cour suprême vont et viennent, mais le Washington Monument et Berryman restent ».
Sa femme, Katherine (1870-1953), est membre des Filles de la révolution américaine. Ils ont trois enfants, dont Florence, qui deviendra critique d'art, et James, caricaturiste qui obtiendra à son tour le prix Pulitzer du dessin de presse, en 1950.
En 1989, la National Press Foundation crée le Clifford K. and James T. Berryman Award, récompense annuelle pour les dessinateurs de presse.

## Galerie

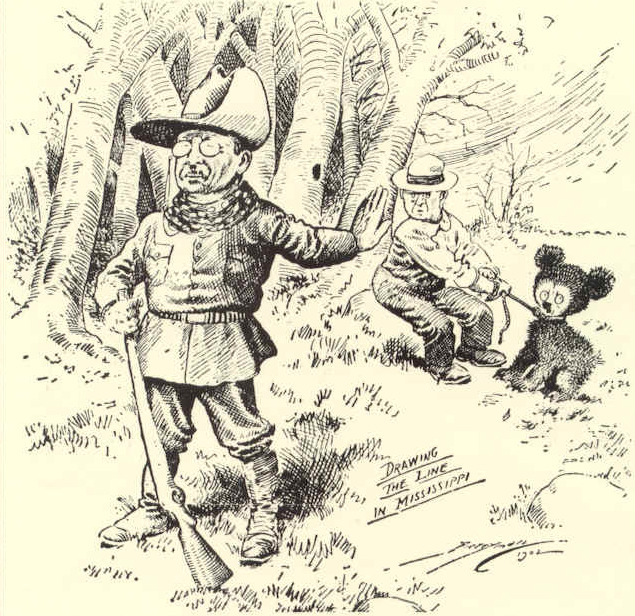
Drawing the Line in Mississippi, 1902. Theodore Roosevelt, vérifiant le tracé de la frontière dans le Mississippi, rencontre un petit ours noir pendant une partie de chasse et décide de lui faire grâce.
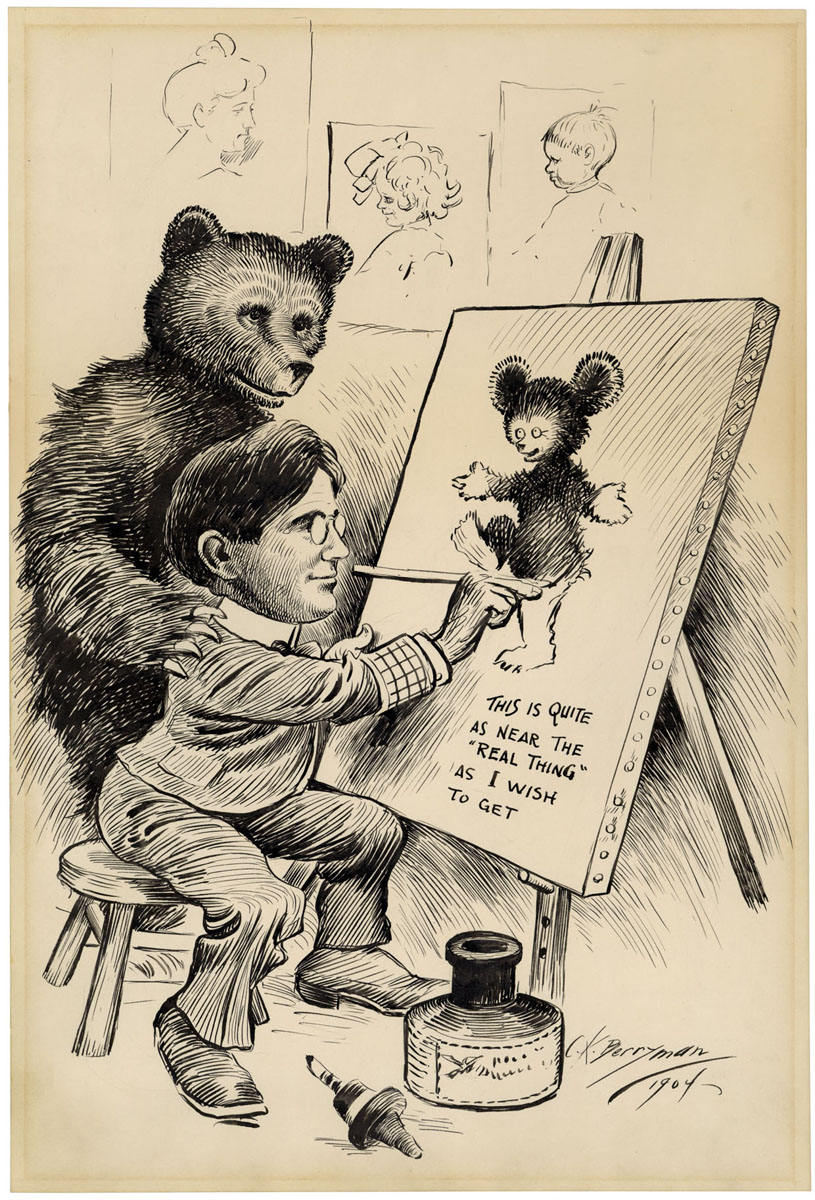
Autoportrait, 1904. Un ours noir se penche avec bienveillance sur l'artiste qui dessine le teddy bear.
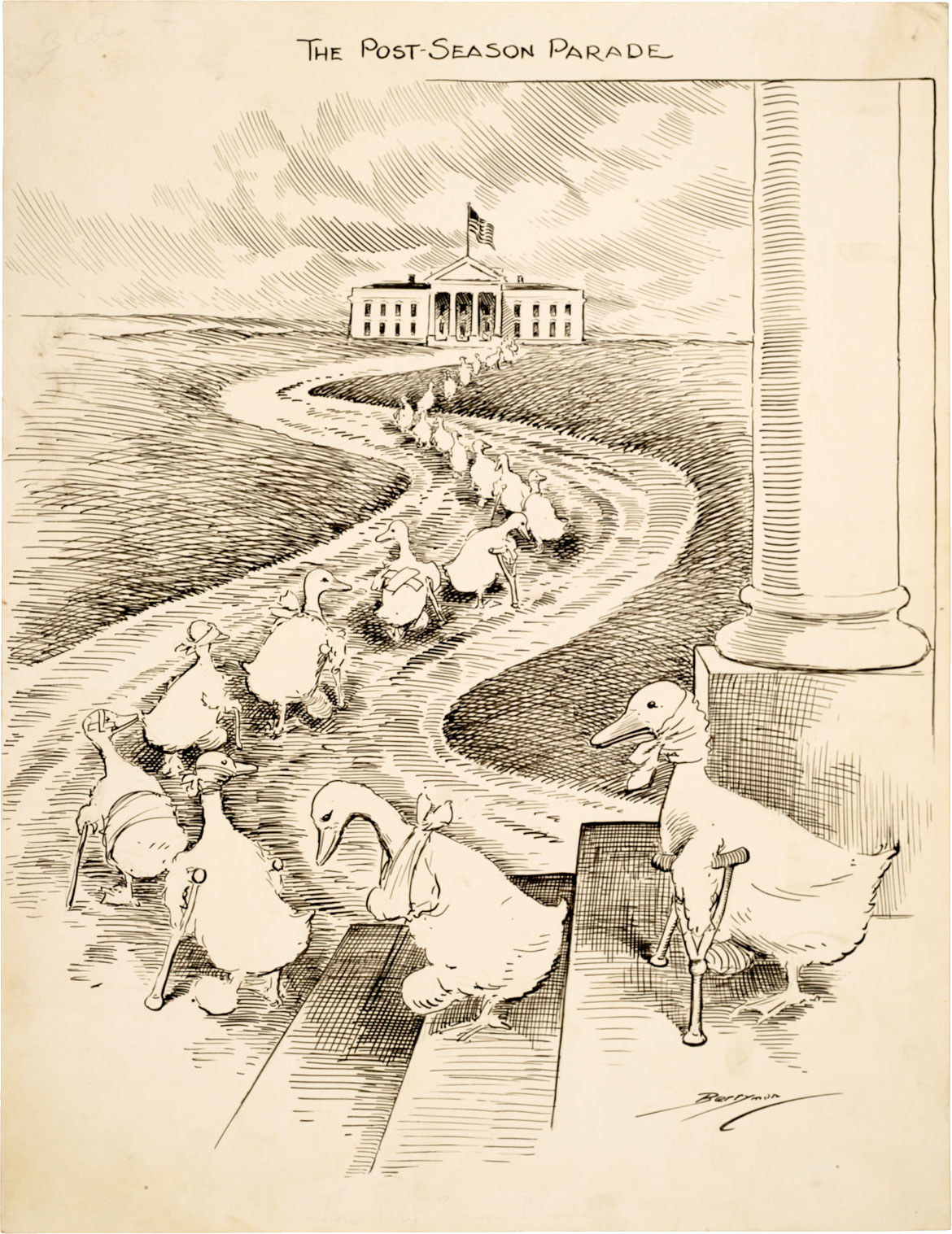
The Post-Season Parade, 1915. Les « canards boiteux » sont les Démocrates battus aux élections, en route vers la Maison-Blanche pour quémander un poste au président Woodrow Wilson.
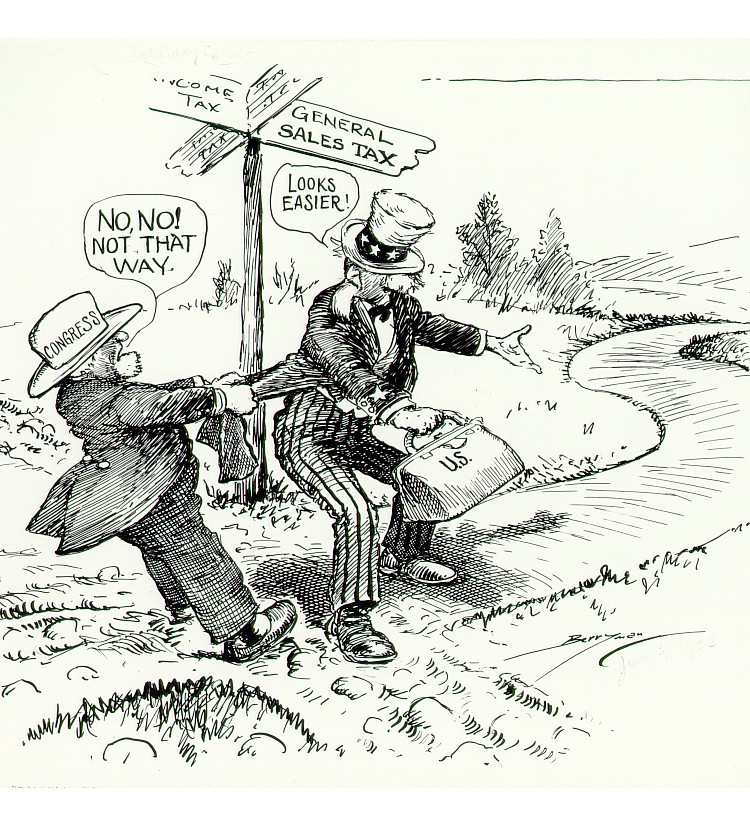
No, no! Not that way!, 1933. Le Congrès veut empêcher Oncle Sam de généraliser la taxe sur la vente.
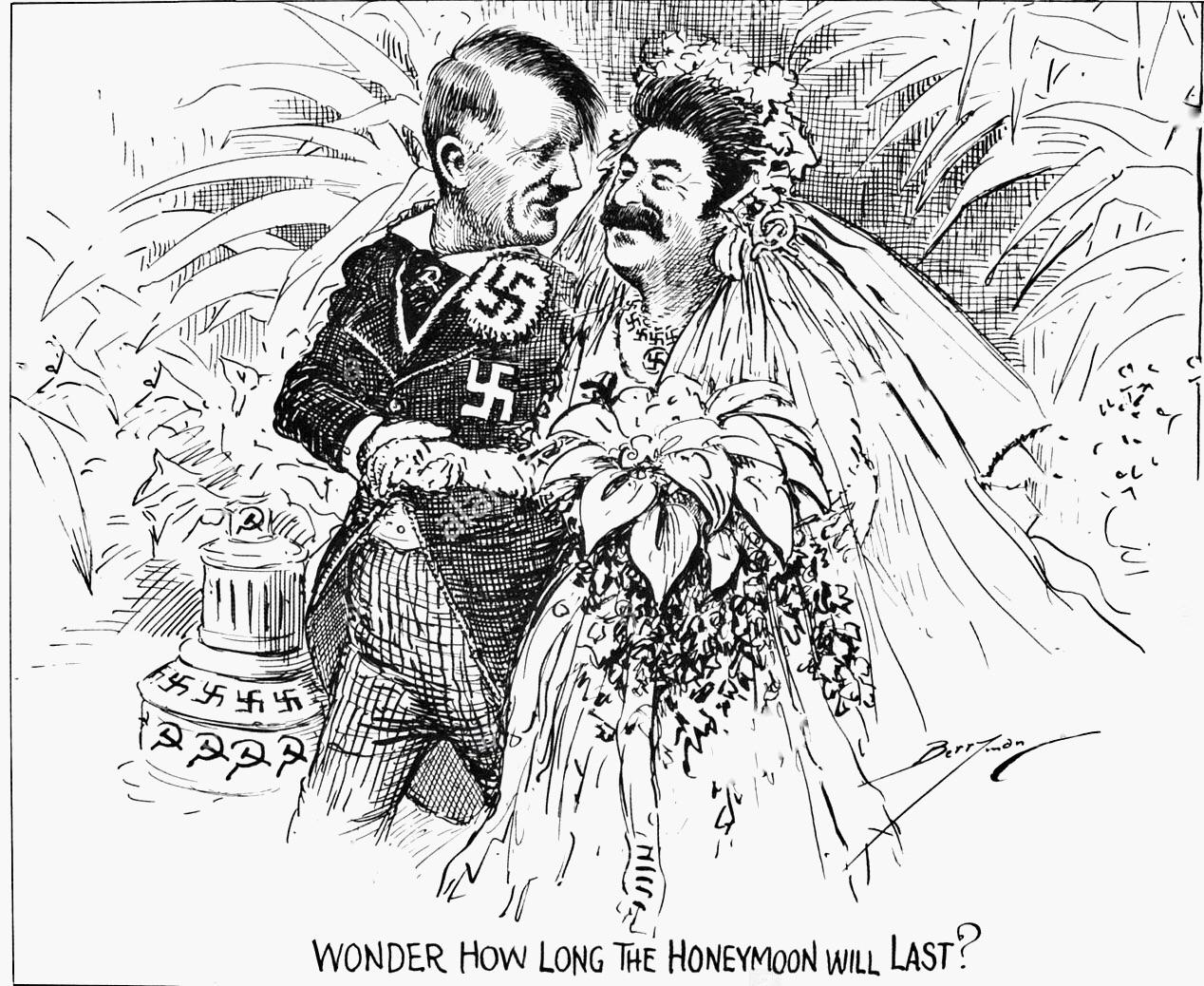
Wonder how long the honeymoon will last?, 1939. Hitler et Staline signent le Pacte germano-soviétique, mais « combien de temps la lune de miel va-t-elle durer ? ».
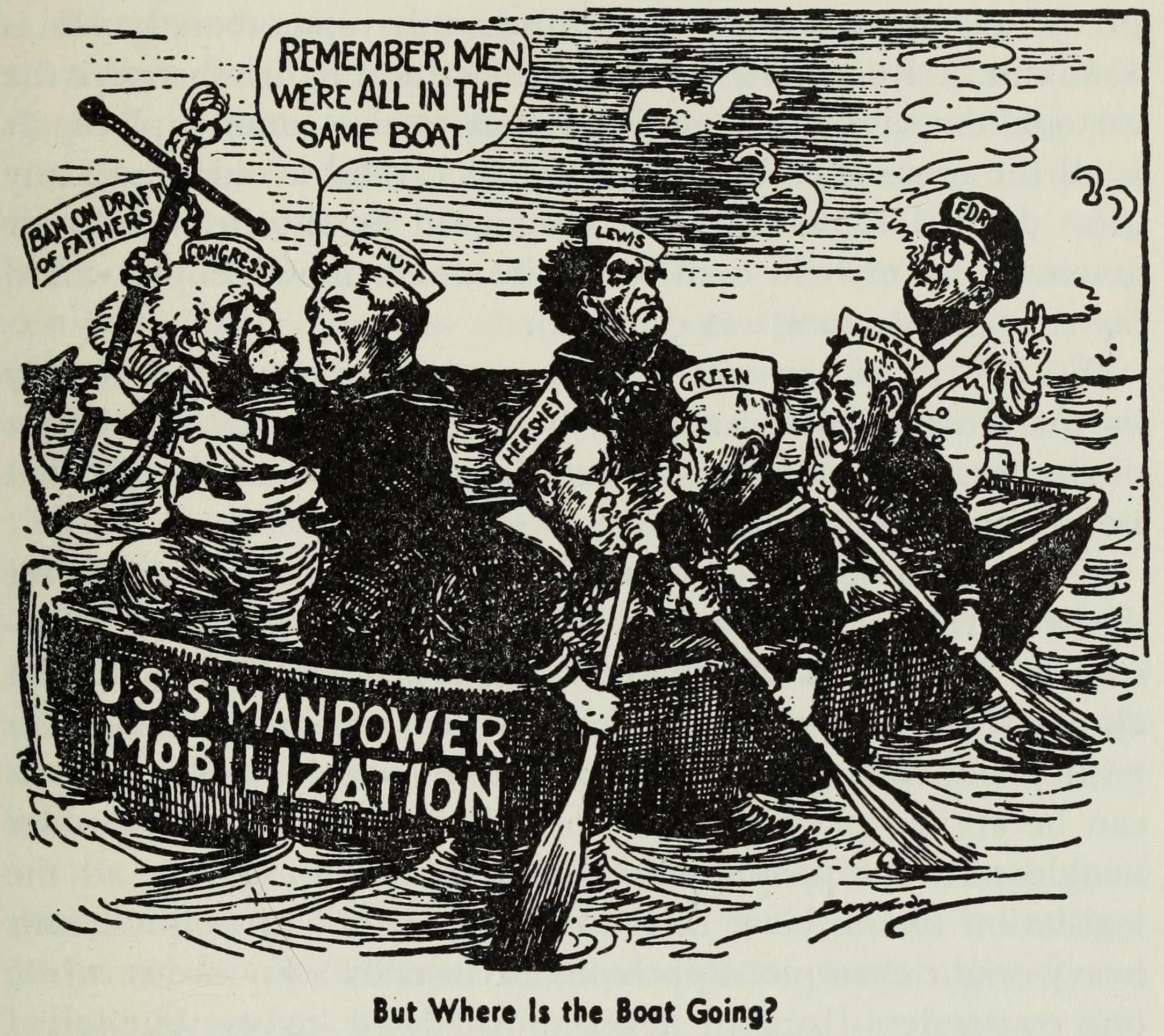
But Where Is the Boat Going ?, prix Pulitzer 1944. Le gouvernement américain mobilise pour la Seconde Guerre mondiale, « mais où va le bateau ? ».
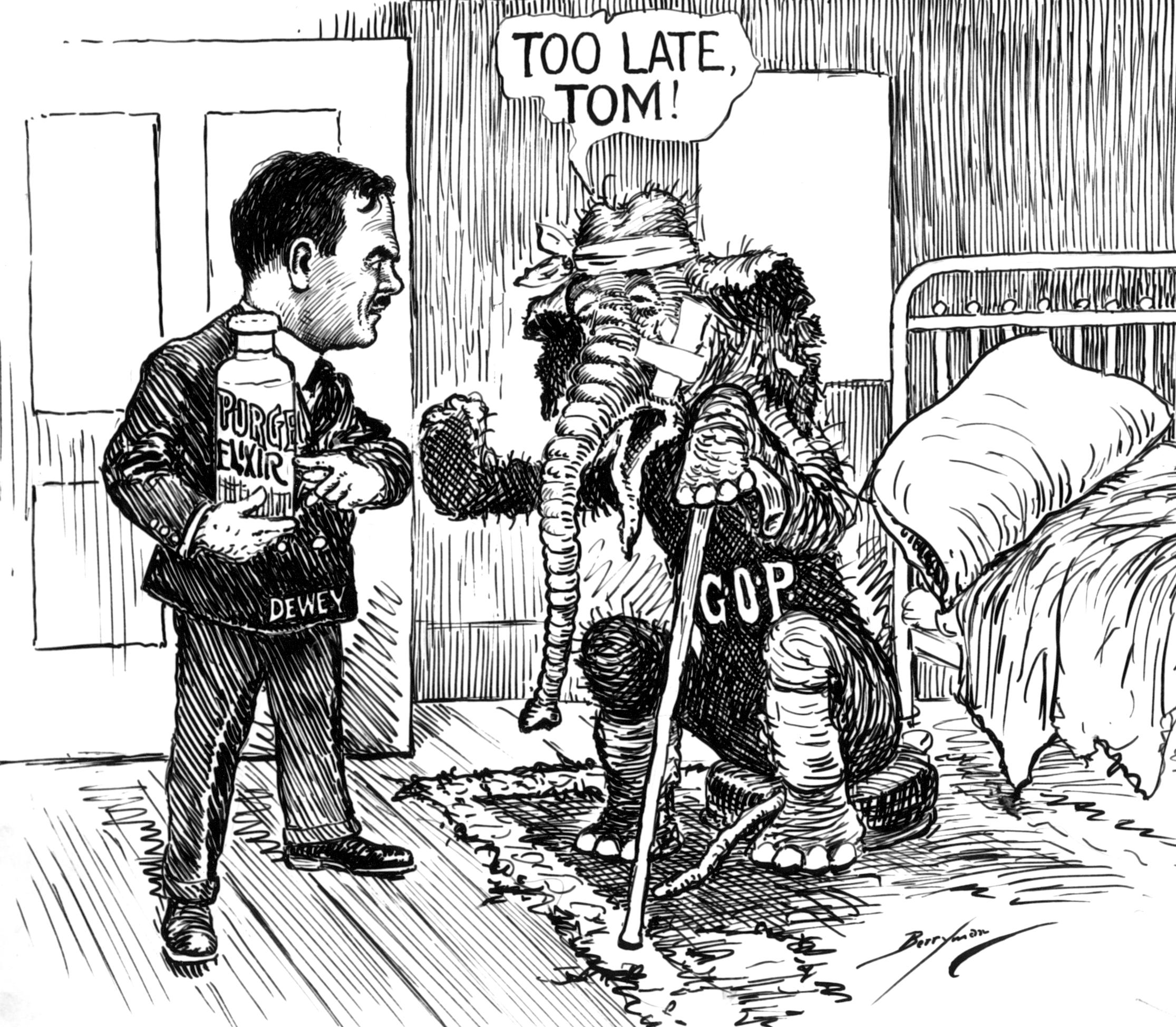
Too late, Tom !, 1949. Après l'échec de son candidat Thomas Dewey à l'élection présidentielle de 1948 face à Truman, le Parti républicain, traditionnellement représenté par un éléphant, semble mal en point.